# Coffee (Give Me Something)
«Coffee (Give Me Something)» — песня голландского диджея и продюсера Tiësto и бразильского диджея и продюсера Vintage Culture. Она вышла 14 августа 2020 года Нидерландах.

## Предыстория и выход
Tiësto рассказл о песне: «Когда мы услышали вокал для „Coffee“, у нас сразу же появилась тонна вдохновения, чтобы поработать над ней. И карантин дал нам много времени, чтобы попробовать разные версии и усовершенствовать запись. […] Это что-то для домашних плейлистов, но также и для клуба». Vintage Culture рассказал: «Испытание заключалось в том, чтобы найти правильную песню. С „Coffee (Give Me Something)“ мы создали композицию, которая заставит фанатов танцевать в сочетании с мелодией, которую они запомнят ещё надолго после того, как песня закончится».

## Список композиций
Digital Download
1. "Coffee (Give Me Something)" - 3:09

Digital Download - Quintino Remix
1. "Coffee (Give Me Something)" (Quintino Remix) - 2:31

Digital Download - Ferreck Dawn Remix
1. "Coffee (Give Me Something)" (Ferreck Dawn Femix) - 2:52

Digital Download - Jose Amnesia Remix
1. "Coffee (Give Me Something)" (Jose Amnesia Remix) - 5:17

Digital Download - IFK Remix
1. "Coffee (Give Me Something)" (IFK Remix) - 3:38

## Чарты
| Чарт (2020)                                | Высшая позиция |
| ------------------------------------------ | -------------- |
| Бельгия/Фландрия (Ultratop Dance)          | 43             |
| США (Billboard Hot Dance/Electronic Songs) | 44             |

## Сертификации
| Регион                                                                      | Сертификация | Продажи |
| --------------------------------------------------------------------------- | ------------ | ------- |
| Бразилия (ABPD)                                                             | Платиновый   | 40 000  |
| Данные о продажах + прослушиваниях приведены только на основе сертификации. |              |         |